# Ali Mukaddam
Ali Mukaddam (ur. 6 kwietnia 1984 w Toronto) – kanadyjski aktor, zagrał Raya Brennana w Radiostacji Roscoe oraz Mohameda w Degrassi: Nowe pokolenie.

## Filmografia
- 2004: Anne: Journey to Green Gables jako Gilbert Blythe
- 2004: Best Friend’s Date jako Dater
- 2003: Blobheads, The jako T.J.
- 2003–2005: Radiostacja Roscoe (Radio Free Roscoe) jako Raymond 'Ray' Brennan/Lopez
- 2002: Poszlaka (Get A Clue) jako Gabe
- 2002: Olinek Okrąglinek (Rolie Polie Olie: The Great Defender of Fun) jako Wheelie (głos)
- 2002: Tagged: The Jonathan Wamback Story jako Toby
- 2001: Degrassi: Nowe pokolenie (Degrassi: The Next Generation) jako Mohammed
- 2001: Martin the Warrior: A Tale of Redwall jako Felldoh (głos)
- 2000: Franklin i zielony rycerz (Franklin and the Green Knight: The Movie) jako Lis (głos)
- 2000–2004: Soul Food jako Teddy Davidson (2003)
- 2000: Zack Files, The jako Orwell (2002)
- 2000: Mattimeo: A Tale of Redwall jako Jube (głos)
- 2000: Ania z Zielonego Wzgórza (Anne of Green Gables: The Animated Series) jako Gilbert Blythe
- 1999–2000: I Was a Sixth Grade Alien jako Jordan's Sidekick
- 1999: Angela Anakonda (Angela Anaconda) jako Johnny Abatti (głos)
- 1998: Mityczni wojownicy (Mythic Warriors: Guardians of the Legend) jako Starszy syn / młody Pytias
- 1997: Witaj, Franklin (Franklin) jako Lis (głos, sezony IV-V)